# 崗背
崗背又名崗版，為香港沙田區城河東的一條鄉村，位於觀音山和柴堆坑旁邊。
崗背為觀音山旁邊的一條村落，根據《九約竹之詞》中的描述，「崗版田連割最多」，估計昔日崗背與沙田其他鄉村一樣皆以務農為主。村民均姓王，與旁邊的柴堆坑同屬一太公，但由於兩者人丁稀少，現在崗背已列在觀音山範圍之內。